# 12650 de Vries
12650 de Vries eller 2247 T-3 är en asteroid i huvudbältet som upptäcktes den 16 oktober 1977 av den nederländsk-amerikanske astronomen Tom Gehrels och det nederländska astronomparet Ingrid van Houten-Groeneveld och Cornelis Johannes van Houten vid Palomarobservatoriet. Den är uppkallad efter astronomen Martien de Vries.
Asteroiden har en diameter på ungefär 5 kilometer och den tillhör asteroidgruppen Erigone.